# Paul D. MacLean

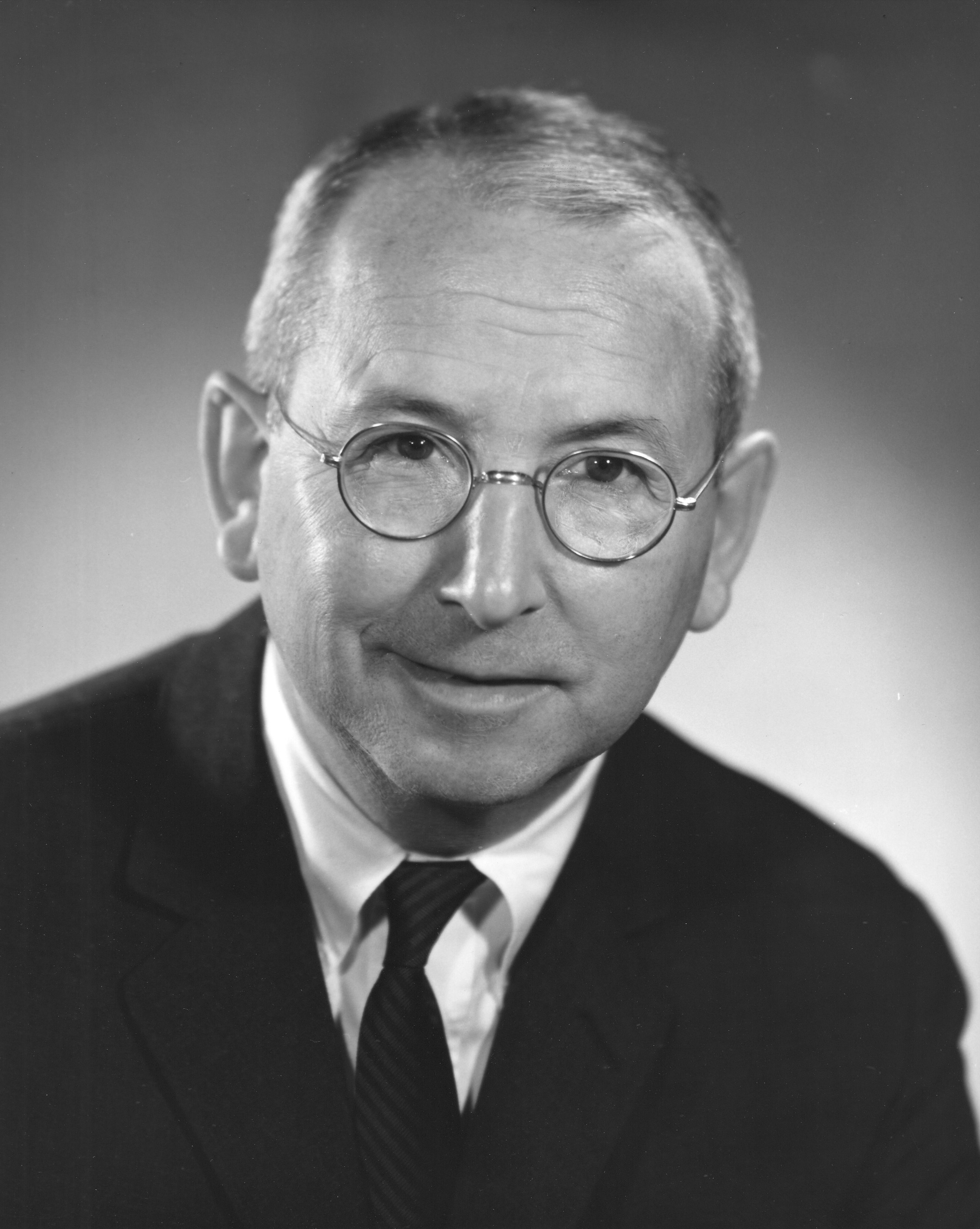
Paul Donald MacLean, vor 2010

Paul Donald MacLean (* 1. Mai 1913 in Phelps, New York; † 26. Dezember 2007 in Potomac, Maryland) war ein US-amerikanischer Hirnforscher. Er lieferte wertvolle Beiträge zur Physiologie, Psychiatrie und Hirnforschung.

## Biographie
Paul D. MacLean wurde geboren als dritter Sohn eines presbyterianischen Pfarrers. Im Jahre 1935 erhielt er seinen Bachelor-Abschluss in Anglistik von der Yale-Universität. Danach wollte er in Edinburgh (Schottland) Philosophie studieren. Nach einem familiären Krankheitsfall verbrachte er stattdessen ein Jahr mit der Vervollständigung seines vormedizinischen Studiums in Edinburgh. Seinen medizinischen Hochschulabschluss erhielt MacLean 1940 ebenfalls von der Yale-Universität.
Von 1942 bis 1946 und im Zweiten Weltkrieg diente MacLean als Sanitätsoffizier in der US-Armee. Während seines Dienstes in Neuseeland arbeitete MacLean zusammen mit Dr. Averill Liebow daran, den Diphtherie-Bazillus als eine Ursache tropischer Geschwüre aufzuzeigen. Sie ebneten damit den Weg für erfolgreiche Vorbeugung und Behandlung.
Nachdem er 1946 die Armee verließ, praktizierte er Medizin in Seattle und erhielt eine Arbeitsstelle in der medizinischen Schule („Medical School“) der Universität von Washington. Von 1947 bis 1949 war er ein USPHS-Mitarbeiter des Massachusetts General Hospital („Harvard Medical School“) und betrieb Studien zusammen mit Dr. Stanley Cobb. Während dieser Zeit erforschte MacLean psychomotorische Zusammenhänge der Epilepsie und veröffentlichte seine Arbeit über das „viszerale Gehirn“ – 1952 prägte er dafür den Begriff „limbisches System“.
Im Jahre 1949 erhielt er eine Anstellung in der physiologischen und psychiatrischen Fakultät der „Yale Medical School“. Dabei erforschte er gemeinsam mit Dr. John Fulton unter anderem die Gehirnmechanismen von Gefühlen. In dieser Zeit begann er seine Theorie des „Dreieinigen Gehirns“ (engl. „Triune Brain“) zu formulieren, die im Laufe seiner Karriere zur Grundlage seiner Forschungen wurde.
1956 wurde er Außerordentlicher Professor für Physiologie und verbrachte ein Jahr in einem Institut für Physiologie in Zürich (Schweiz).
MacLean wurde 1957 Leiter einer neuen Forschungsabteilung für das Limbische System im Laboratorium für Neurophysiologie im „National Institute of Mental Health“ (NIMH). Er gewann 1964 und 1972 angesehene Forschungspreise und hielt Vorlesungen in der New Yorker Akademie für Medizin.
1971 wurde er Chef eines vom „National Institute of Mental Health“ in Poolesville (Maryland) neueröffneten Laboratoriums für Gehirnentwicklung und Verhalten, das er von 1971 bis 1985 leitete. Das Laboratorium war für vergleichende neurologische Verhaltensforschung an Tieren in halbnatürlichen Umgebungen bestimmt. MacLean beendete seine wissenschaftliche Laufbahn als Senior-Forscher (Emeritus) der akademischen Abteilung für Neurophysiologie des „National Institute of Mental Health“.
Audiovisuelle Materialien, Berichte, Briefwechsel, Forschungsunterlagen, Fotografien und Schriftstücke in der „National Library of Medicine“ dokumentieren MacLeans Beiträge zur Gehirn- und Verhaltensforschung.

## Auszeichnungen (Auswahl)
- 1972 Karl Spencer Lashley Award

## Werke
- Zusammen mit V. A. Kral: A Triune Concept of the Brain and Behaviour, Ontario Mental Health Foundation 1973, 165 S., ISBN 0-8020-3299-0.
- The Triune Brain in Evolution: Role in Paleocerebral Functions, Springer Science & Business Media 1990, 672 S., ISBN 0-306-43168-8.